# Arugaren
Arugaren ist ein Motu des Rongelap-Atolls der pazifischen Inselrepublik Marshallinseln.

## Geographie
Arugaren liegt am südlichen Riffsaum, sie ist knapp drei Kilometer entfernt von Burok, an der südwestlichen Ecke des Riffes. Etwa drei Kilometer Entfernung sind es auch bis zum östlich benachbarten Kaeroga. Die Insel ist unbewohnt und seit dem Kernwaffentest der Bravo-Bombe atomar verseucht.